# Dio ci ha creato gratis (libro)
Dio ci ha creato gratis - Il Vangelo secondo i bambini di Arzano  è un libro del 1992 curato dal maestro elementare Marcello D'Orta, che raccoglie temi di argomento religioso svolti da ragazzi delle scuole elementari.

## Trama
Il libro, suddiviso in 6 parti che spaziano dall'Antico e Nuovo Testamento sino a problemi teologici e morali, prosegue sulla strada già tracciata dal best seller Io speriamo che me la cavo.

## Adattamento televisivo
Dal libro è stata tratta una miniserie televisiva omonima con protagonista Leo Gullotta.

## Edizioni
- Marcello D'Orta, Dio ci ha creato gratis, collana Oscar Bestsellers, Arnoldo Mondadori Editore, 1994,  p. 154, ISBN 88-04-39563-X.